# Ritos funerarios de la Antigua Grecia

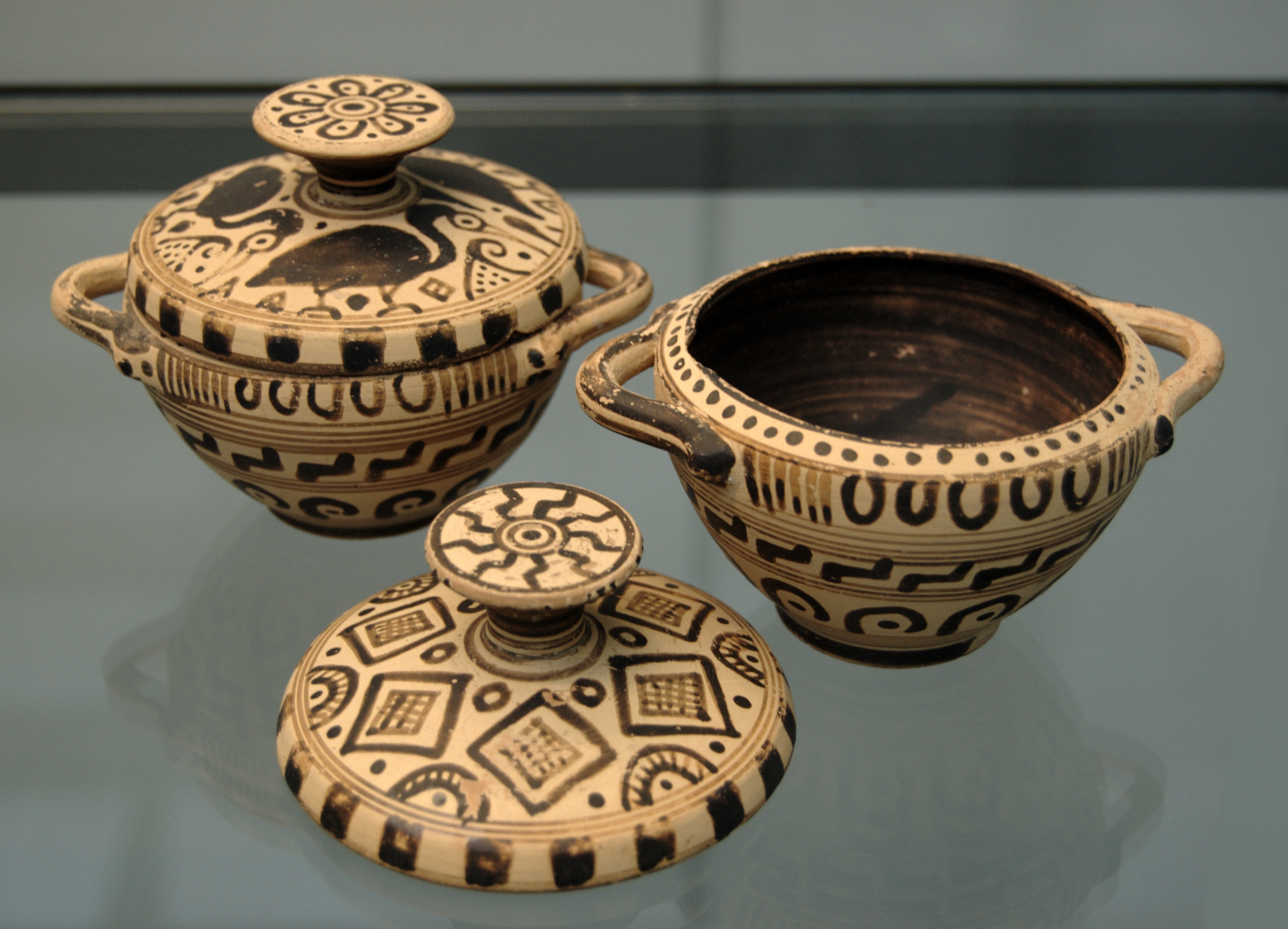
Urnas funerarias, Ática,

En la Grecia clásica la visión de la muerte forma parte del conocimiento y la cultura como ocurre en otras culturas próximas (Egipto, Mesopotamia, etc). En torno a ello hay un rico y variado ritual funerario. Sobre su existencia, y complejidad, queda constancia en uno de los diálogos platónicos ambientado en las últimas horas de vida de Sócrates cuando se afirma que:

Este camino no es como dice Télefo en Esquilo: «un simple camino conduce a los infiernos». No es único ni simple; si lo fuera no habría necesidad de guía porque no habiendo más que un solo camino, me figuro que nadie se perdería, pero hay muchas revueltas y se divide en varios, como conjeturo por lo que se verifica en nuestros sacrificios y ceremonias religiosas.
Platón, Fedón, siglo IV a.C.

De la diligencia en el cumplimiento de los ritos funerarios dependía la entrada del difunto en el mundo del más allá, es decir, en el inframundo. A este se asociaban divinidades como Hades, Hermes, Perséfone, Hécate y Tánatos, así como otros personajes míticos como esfinges, keres y sirenas.

## Ritos y costumbres domésticos

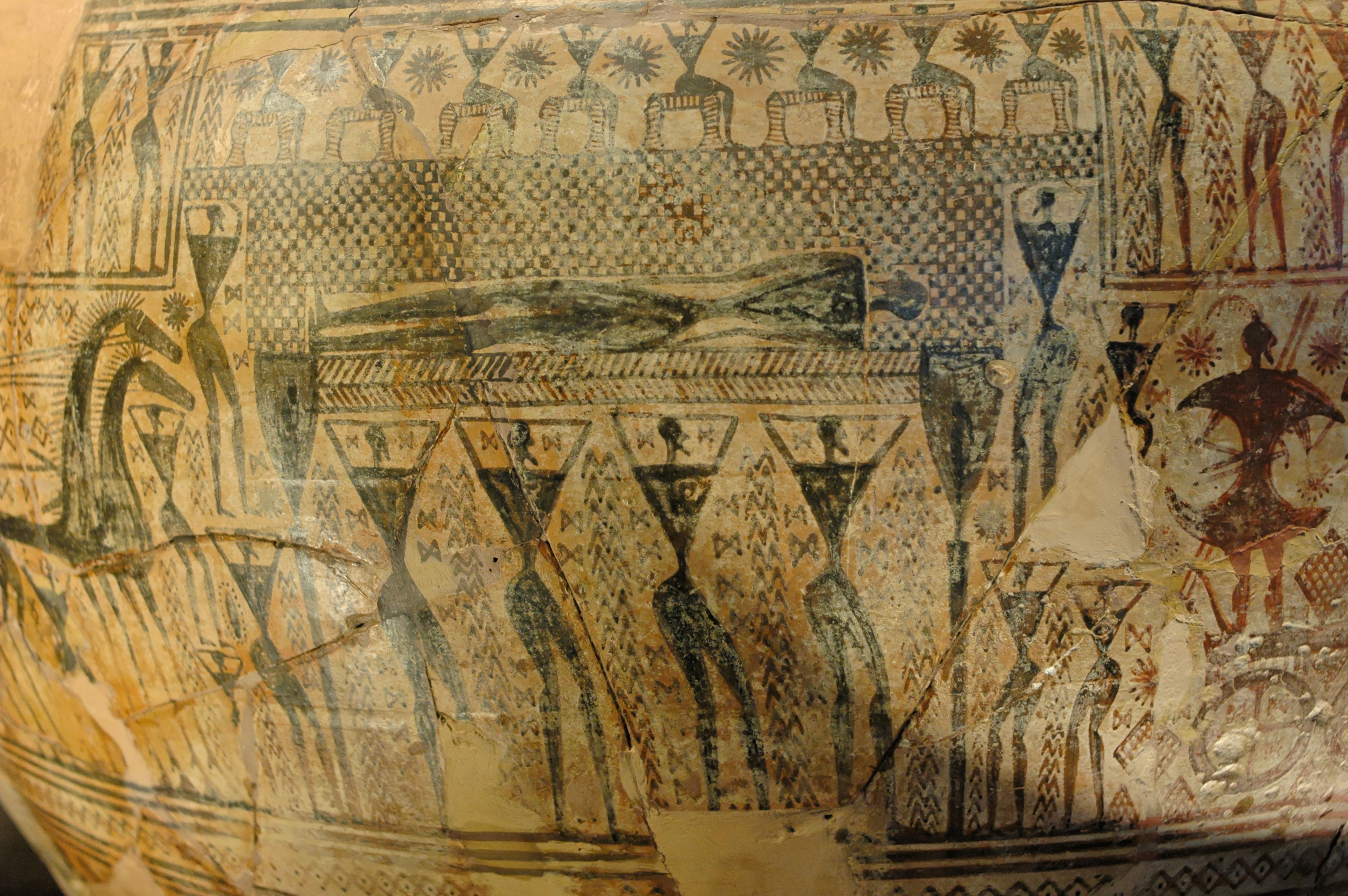
Escena de un difunto en su lecho fúnebre rodeado de plañideras en una crátera del Maestro del Dípilon, c. 750 a. C. (Museo del Louvre).

Las prácticas rituales que se realizaban tras un fallecimiento solían tener lugar en el ámbito privado, dentro de las casas. Excepcionalmente, se celebraban rituales de carácter público cuando el que había muerto era una persona ilustre de la ciudad. 
Solía colocarse una moneda en la boca que era el pago exigido por el barquero mítico Caronte para atravesar la laguna Estigia. En ocasiones se colocaba en la tumba un pastel de miel destinado al perro que habitaba en el Hades, Cérbero. 
Al fallecido se le ungía con perfume, se le vestía con ropas blancas y un sudario y se le colocaba en un lecho. Al cadáver se le adornaba la cabeza con flores y se le situaba con los pies en dirección a la puerta, mientras las palmas de las manos quedaban abiertas. Una vez así dispuesto, había mujeres que realizaban lamentaciones, a la vez que se daban golpes en el pecho y se arañaban las mejillas. A los cantos fúnebres que entonaban se les llama trenos. Para evitar la contaminación de la casa entre el momento de la muerte y el funeral se purificaba con agua lustral a quienes hubieran tenido contacto con el muerto, entre otras precauciones. 
Una vez en el cementerio, podía darse la práctica del enterramiento, que se solía realizar de noche, o bien la de la cremación en una pira. En este último caso, tras quemar el cadáver se guardaban las cenizas en una urna. En la tumba se depositaba un ajuar cuya composición dependía de la edad, sexo, y grupo social del difunto. La tumba se cubría con un túmulo de tierra y a veces se adornaba con estelas o con recipientes.
Al día siguiente del funeral se purificaba la casa. Por otra parte, en los días tercero, noveno y trigésimo, se celebraban banquetes y sacrificios en honor del difunto.

## Lugar del entierro
En la Antigua Grecia las gentes tuvieron particular cuidado de llevar los cadáveres fuera de las poblaciones. Las ciudades de Sición, de Delos y de Mégara, los tebanos, los macedonios, los moradores del Quersoneso y de casi toda la Grecia observaron la misma práctica.

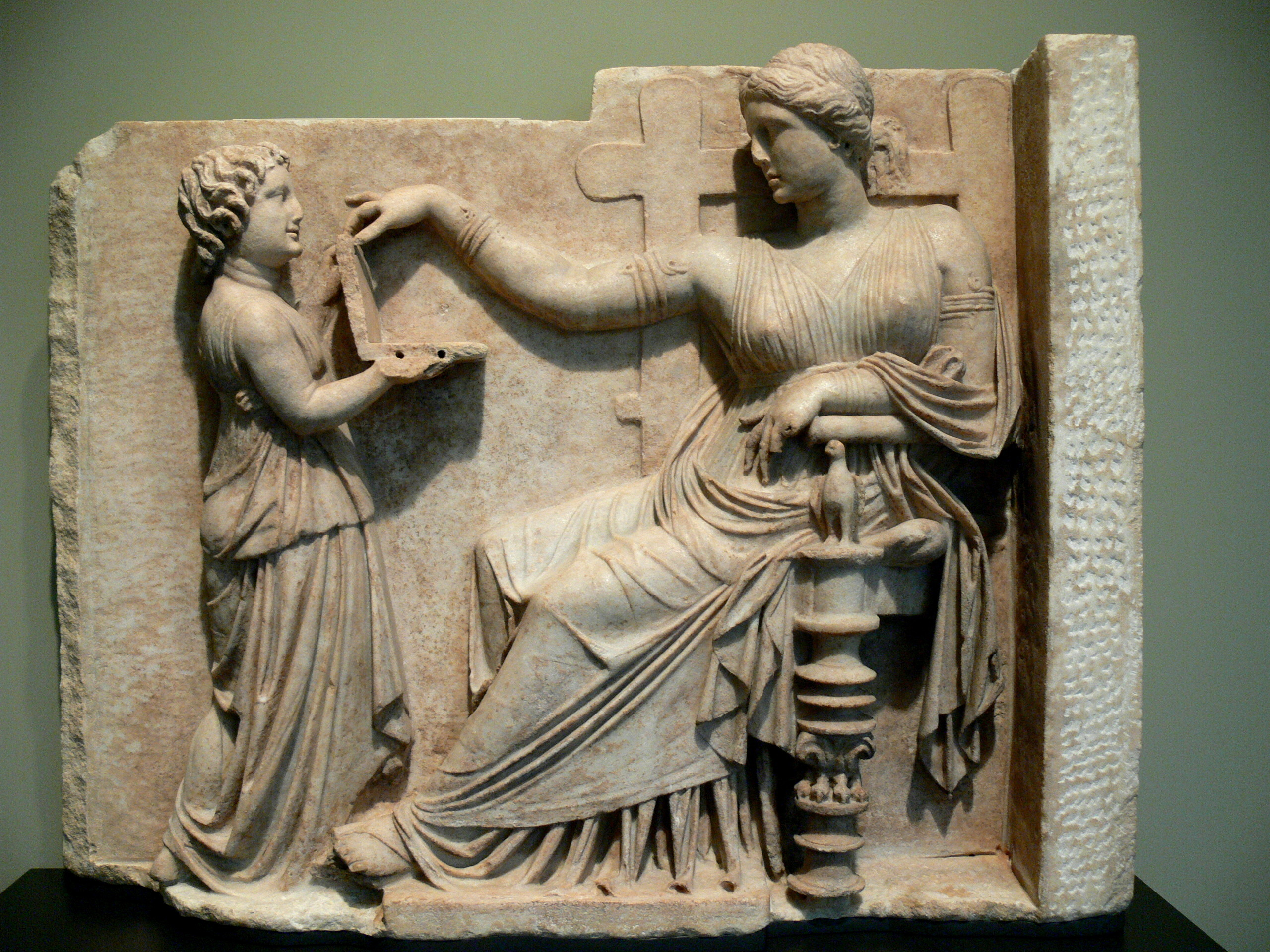
Lápida funeraria griega, 100 a. C.

Licurgo fue el único que permitió las sepulturas dentro de las ciudades en los templos y en los lugares públicos en que el pueblo se congregaba. Pero los legisladores más famosos hicieron de aquella práctica un punto interesante en sus códigos.
Cécrope I quiso que los muertos fuesen llevados fuera de Atenas. Solón adoptó y restableció en todo su vigor este prudente reglamento de modo que hasta a finales de esta república no se halló en Atenas más que un corto número de personas enterradas dentro de la ciudad, cuya honorífica distinción solamente fue concedida a algunos héroes y aun en estos últimos tiempos del gobierno ateniense. Sófocles no encontró sepulcros en dicha ciudad. Servio Sulpicio Rufo en la época de finales de la República romana, no pudo conseguir que fuese enterrado en ella el cónsul Marcelo. Platón en su República no permite que se destinen para sepultura las tierras aptas para el cultivo sino las arenosas, áridas e inútiles.
Las mismas leyes estuvieron en el mayor vigor en la Magna Grecia. Los cartagineses hallaron fuera de Siracusa sepulcros construidos por los moradores de esta ciudad. Lo mismo sucedió en Girgenti. Los tarentinos siguieron los mismos estilos pero habiendo en una ocasión consultado el oráculo, este les respondió que serían mucho más felices si cum publibus habitarent. El sentido verdadero era que activasen los medios de aumentar la población mas ellos creyeron que interpretaban bien el sentido del oráculo permitiendo enterrar los cadáveres dentro de la ciudad. Sin embargo, toda la doctrina religiosa y la religión griega se dirigían a observar las leyes que ordenaban llevar los cadáveres lejos de las habitaciones. Así fue que hasta algunos generales que habían defendido la patria tuvieron sus sepulcros en los mismos campos en que habían muerto.
Cuando los cadáveres de los héroes y de los grandes hombres no eran enterrados dentro de las poblaciones no es de creer que lograse esta distinción la gente menos respetable. Ni sirve decir que en aquellas remotas ciudades se hacía poco caso de los sepulcros porque en ningún otro tiempo los hombres han tenido tanto cuidado sobre este particular ni ha brillado tanto el lujo como entonces. Cicerón conoció el sepulcro de Arquímedes por los varios adornos que había en él. El lujo, el buen gusto y la magnificencia de los sepulcros eran tan grandes entre los griegos y romanos, que las leyes tuvieron que restringir varias veces semejantes excesos. Platón en sus escritos prohíbe la construcción de los sepulcros cuyo trabajo no puedan concluir cinco hombres en el espacio de cinco días. Solón quiso que los de los atenienses fuesen construidos dentro de tres días por diez hombres. Demetrio de Falero proscribió el lujo de las columnas y determinó la capacidad de los sepulcros.